# 藤田秀太郎
藤田 秀太郎（ふじた ひでたろう、1875年 - 1960年）は、日本の眼科学者。

## 経歴
福岡県に生まれる。1894年福岡県立尋常中学修猷館、1897年第五高等学校医科を経て、1902年7月東京帝国大学医科大学を卒業。河本重次郎教授の眼科に入局し助手となる。
1903年10月、函館にて開業するが、1906年3月、天津医学堂教授を経て、1907年5月、台湾総督府台北病院医長および台湾総督府医学校教授に就任。
1909年7月から1911年7月にかけて、台湾総督府からの派遣でドイツに留学し、ヴュルツブルク大学のヘス教授に師事。その頃、同じくドイツに留学していた吉野作造と親交を深めている。
1917年1月、岡山医学専門学校講師および岡山県病院眼科医長に着任し、同年5月、岡山医学専門学校教授に就任。1921年5月、同校校長となり、1922年3月、同校が岡山医科大学に昇格すると、その初代学長兼教授に就任。
1923年5月から1924年5月にかけて欧州に出張し、1925年4月、依願退職。その後、福岡市内で開業している。

## 編著
- 『簡明組織学』 朝陽堂、1901年